# .tg
.tg e интернет домейн от първо ниво за Того. Администрира се от C.A.F.E. Informatique et Telecommunications. Представен е през 1996 г.